# Rivière aux Montagnais
Pour les articles homonymes, voir Montagnais.
La rivière aux Montagnais est un affluent de la rive sud-est de la rivière Moncouche, coulant dans la Réserve faunique des Laurentides, dans le territoire non organisé de Lac-Jacques-Cartier, dans la municipalité régionale de comté (MRC) de La Côte-de-Beaupré, dans la région administrative de la Capitale-Nationale, dans la province de Québec, au Canada.
La foresterie constitue la principale activité économique de cette vallée ; les activités récréotouristiques, en second.
La surface de la rivière aux Montagnais (sauf les zones de rapides) est habituellement gelée de la fin novembre au début avril, toutefois la circulation sécuritaire sur la glace se fait généralement de la mi-décembre à la fin mars.

## Géographie
Les principaux bassins versants voisins de la rivière aux Montagnais sont du côté nord la rivière Moncouche et le lac Moncouche, le lac Saint-Véran, la rivière Métabetchouane, le lac Huard et le ruisseau Contourné. Du côté est, on retrouve la rivière aux Écorces. Du côté sud, on rencontre la rivière Métabetchouane et le lac Métascouac. Du côté ouest ou voit la rivière Métabetchouane le lac Kiskissink, le lac Métabetchouane et le Grand lac Bostonnais.
La rivière aux Montagnais prend sa source à l’embouchure du Lac Magny (longueur : 0,6 km ; altitude : 499 m). Ce lac difforme comporte quatre baies ; son embouchure est situé au fond de la baie du sud-est.
À partir de sa source (embouchure du lac Magny), le cours de la rivière aux Montagnais descend sur 20 km, avec une dénivellation de 99 m Dans sa partie supérieure, la rivière aux Montagnais fait 0,5 km vers le sud, jusqu'à la rive nord du lac aux Cailloux. Ensuite, elle coule 0,5 km vers l'est en traversant le Lac aux Cailloux (longueur : 0,9 km en forme de botte ; altitude : 494 m) jusqu'à son embouchure. Ensuite, elle 2,4 km vers le sud-est en traversant en traversant une grande zone de marais, jusqu'à la rive sud du lac aux Montagnais. Ensuite, elle coule 3,3 km vers le nord, puis le nord-ouest en traversant le lac aux Montagnais (longueur : 3,8 km ; altitude : 494 m) jusqu'à son embouchure située au fond d'une baie de la rive ouest ; Dans la partie inférieure la rivière aux Montagnais, elle coule sur 0,7 km vers le nord-ouest, jusqu'au ruisseau de l'Amitié. Ensuite, elle continue sur 10,8 km vers le nord-ouest notamment en recueillant la décharge (venant du sud-ouest) du lac Potvin et en formant quelques serpentins, jusqu'à sa confluence du ruisseau Contourné. Elle tourne ensuite vers le sud puis le sud-ouest sur une distance de 2,6 km jusqu'à un coude de rivière. Elle coule ensuite sur 4,0 km vers le nord-ouest en formant quelques grands serpentins et en recueillant la décharge (venant du nord) des lacs Couillard, Coulombe et Petit lac Coulombe, jusqu'à la décharge du lac Corbeil. Finalement, elle coule sur 2,6 km vers le nord-ouest jusqu'à un ruisseau (venant du nord), puis vers l'ouest en formant en fin de segment un crochet vers le nord-ouest, jusqu'à son embouchure.
À partir de la confluence de la rivière aux Montagnais, le courant descend la rivière Moncouche vers le sud sur 5,0 km jusqu'à son embouchure ; de là, la rivière Métabetchouane vers le nord sur 83,9 km jusqu’à la rive sud du lac Saint-Jean ; de là, le courant traverse ce dernier sur 22,8 km vers le nord-est, puis emprunte le cours de la rivière Saguenay via la Petite Décharge sur 172,3 km jusqu’à Tadoussac où il conflue avec l’estuaire du Saint-Laurent.

## Toponymie
Le toponyme rivière aux Montagnais a été officialisé le 1er juin 1971 à la Banque des noms de lieux de la Commission de toponymie du Québec.